# پریا (نام کوچک)
پریا نامی زنانه با ریشه فارسی و به معنی همانند پری و زیبا همچون پری بالاترین درجه پری ها و معشوقه شایان و زیبا است این اسم ریشه فارسی دارد . 
پریا می‌تواند به افراد زیر اشاره داشته‌باشد:
- پریا آناند
- پریا راینا
- پریا گل
- پریا تندولکار
- پریا راجوانش
- پریا کوپر
- پریا شهریاری
- پریا ری